# 岡場所
岡場所（おかばしょ）は、江戸時代に江戸において、唯一幕府公認の遊女屋（女郎屋）を集めた遊廓である吉原に対して、それ以外の、非公認の私娼屋が集まった遊郭のことである。「岡」は「傍目」（おかめ）などと同じく「脇」「外」を表す言葉である（例：傍目八目）。

## 概要

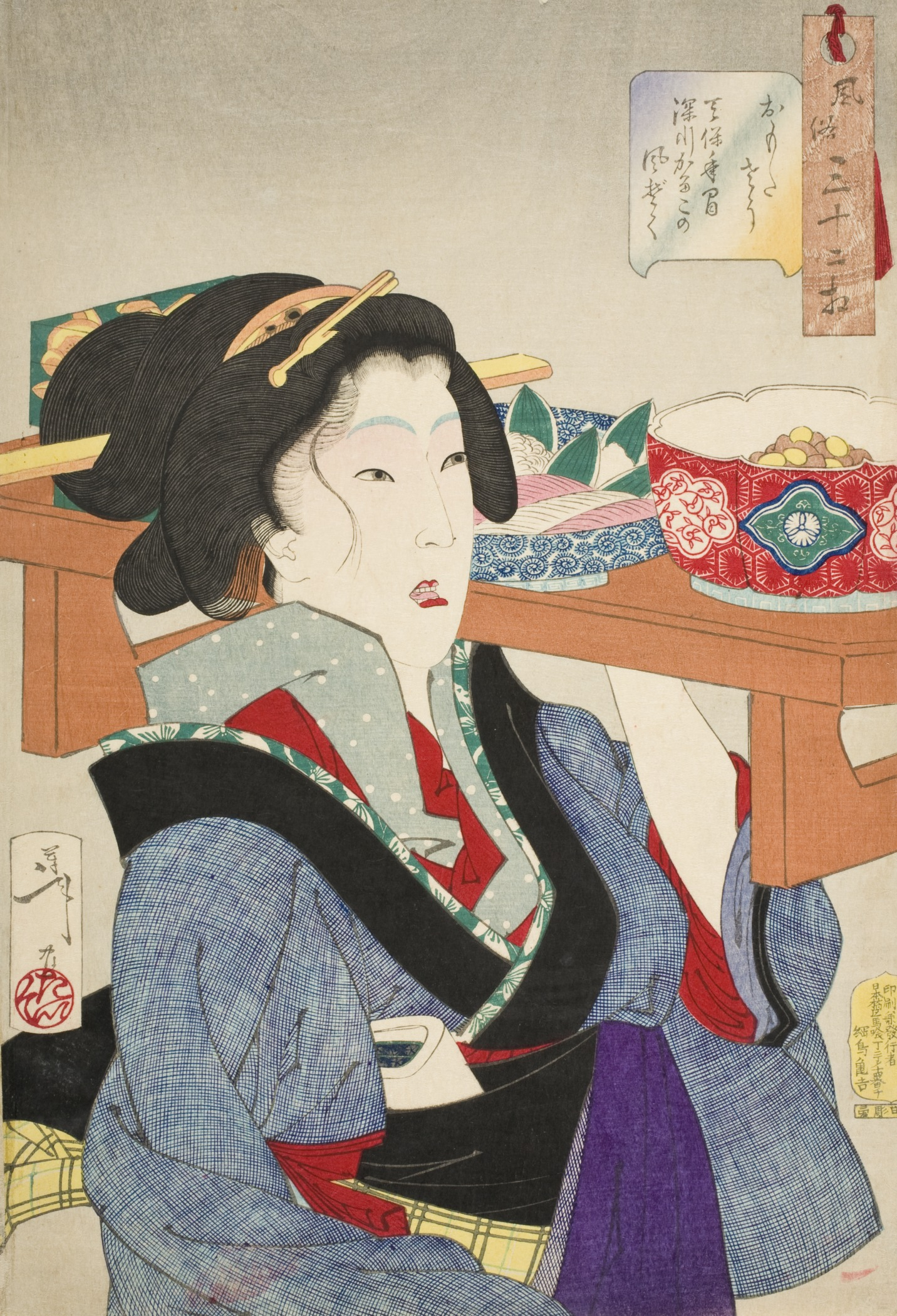
深川の岡場所で働く軽子（座敷へ酒肴を運ぶ人）を描いた月岡芳年の「深川の軽子」。『風俗三十二相』明治21年

吉原の浅草堤移転にともない、湯女風呂に替り、江戸周辺部の寺社門前地の茶屋から発展した。宝暦から天明年間にかけて最盛期を迎えたが、寛政改革における統制強化により、整理統合が進められた。天保改革により廃絶された。岡場所は私娼窟だけでなく、寺社門前地や広小路に展開した盛り場を形成する要因の一つであった。

## 沿革

### 岡場所の成立
岡場所（おかばしょ）とは、「唯一の幕府公認の遊郭である吉原」以外の「非公認の遊郭の総称」である。
江戸では、日本橋から一つ目の宿場町である、品川・内藤新宿・板橋・千住（江戸四宿）などの宿場には、準公認の飯盛女（飯売女・食売）が置かれて、江戸市中にも私娼はおかれ、これらの私娼が「岡場所」のルーツとなったという。私娼の代表的なものには湯女がある。
吉原は格式も高く、玉代が高いほかに、いろいろなしきたりなどがあったが、岡場所は代金も安く、気軽に遊べる場所として利用されていた。

### 岡場所統制
寛政の改革で菎蒻島（霊岸島）、あさり河岸、中洲、入船町（中央区入船）、土橋、直介屋敷、新六軒、横堀、大橋、井ノ掘、六間掘（江東区）、安宅、大徳院前、回向院前、三好町、金龍寺前（台東区寿）、浅草門跡前、新寺町、広徳寺前、どぶ店、柳の下、万福寺前、馬道（台東区浅草）、智楽院前、新鳥越（台東区）、鳥町、山下、大根畠、千駄木、新畑、白山、丸山、行願寺門前、赤城(新宿区赤城元町)、市谷八幡前(新宿区市谷八幡町)、愛敬稲荷前(新宿区市谷田町)、高井戸、青山、氷川（港区赤坂）、高稲荷前、卅三間堂など55箇所がとりつぶしになった。
天保13年8月には、残存していた27箇所が、江戸四宿をのぞいて、すべてとりつぶされた。すなわち、深川仲町、新地、表櫓、裏櫓、裾継、古石場、新石場、佃、網打場、常盤町、御旅所弁天、松井町、入江町、三笠町、吉田町（墨田区石原）、吉岡町（墨田区石原）、堂前、谷中、根津、音羽、市ヶ谷、鮫ヶ橋（新宿区若葉）、赤坂、市兵衛町、藪下、三田である。
本郷の根津などにもあった。

## 落語
郭噺（くるわばなし）にかけては空前絶後の名人といわれた初代柳家小せんの作品には、吉原に関するものが多いが、新宿や品川を舞台にしたものもいくつかある。
- 品川心中